# Idotea ochotensis
Idotea ochotenis  (лат.) — вид морских равноногих ракообразных рода Idotea семейства Idoteidae.

## Описание
Тело сильно вытянутое, узкое, у самца с почти параллельными боковыми краями, его длина у самцов от 4,2 до 5,8 (в среднем в 5,0) раза превосходит ширину. Голова имеет округлые очертания, более или менее выпуклая, с незначительно вогнутым лобным краем, кзади слегка расширяется, задний край почти прямой; её ширина немного менее чем в 1,5 раза превышает длину по медиальной линии. Фронтальный отросток довольно узкий, удлиненно-треугольной формы, с тупо заостренной вершиной; дорсальное расширение щитка значительно короче фронтального отростка, с широким основанием довольно узкой, сильно выпуклой вершиной. Глаза умеренной величины, слабо выпуклые, округло-треугольной формы, заметно вытянуты в поперечном направлении, с почти прямым передним и угловатым выпуклым задним краем, расположены по бокам головы на середине расстояния между передним и задним краями головы. Мужской отросток II плеопода относительно узкий и длинный, чуть заходит за дистальный конец эндоподита, со слегка изогнутым заостренным концом; его боковые края на значительном протяжении несут ряд крошечных шипиков. Самки отличаются относительно более коротким и широким, удлиненно-овальным телом, длина которого в среднем примерно в 4.3—4.5 раза превосходит наибольшую ширину, приходящуюся на III—IV грудные сегменты.

## Окраска
Окраска I. ochotensis очень разнообразна и является приспособительной, так как обычно соответствует цвету субстрата или преобладающей растительности в месте обитания той или иной популяции. I. ochotensis — преимущественно растительноядный вид, большую часть пищевого комка составляют частицы слоевищ бурых водорослей. Разовая плодовитость у I. ochotensis значительно выше, чем у других изученных видов Idotea. По данным Кусакина О. Г. у 56 самок I. ochotensis число яиц или эмбрионов в сумке одной особи колебалось от 24 до 217 и составляло в среднем 103 эмбриона на самку. В просмотренных пробах исследуемых районов число эмбрионов варьировало от 18 до 134, в среднем 56 экземпляров на одну самку.

## Распространение
Западно-тихоокеанский широко распространенный бореальный вид. От южного Хоккайдо и южного Приморья до северной части Охотского моря и Олюторского залива в Беринговом море с разрывом ареала у средних и северных Курильских о-вов. Обитает на литорали и в верхней сублиторали до глубины 20 м. I. ochotensis переносит сильное опреснение, встречаясь в бухтах бухт, а по литературным данным, даже в эстуариях рек. В разных частях своего обширного ареала I. ochotensis то преимущественно литоральный, то в основном сублиторальный вид.

## Биологическая характеристика
Обитает в различных биоценозах скалистых, каменистых и илисто-песчаных грунтов среди самых разнообразных водорослей (Pelvetia, fucus, Dictyosiphon, Cystoseira, Corallina, Iridaea, Ptilota, Kjellmaniella, Arthrothamnus, Alaria, Laminaria), в зарослях морских трав Phyllospadix и Zostera, в ваннах, расселинах, лужицах, реже на поверхности рифов, но чаще всего селится между валунами и особенно под ними, где на литорали во время отлива может скапливаться в большом количестве. Длина до 67 мм, средняя длина половозрелых самцов 30—40, самок 25—30 мм. Большинство особей I. ochotensis живут более 1, а возможно, более 2 лет.